# Cartoonito (Spagna)
Cartoonito è stato un canale televisivo a pagamento di proprietà di Turner Broadcasting System Europe, già proprietario di Cartoon Network, TNT, TCM e TCM Author, e operava sotto il marchio internazionale Cartoonito. Il canale era disponibile, oltre che in Spagna, in Andorra e nella Guinea Equatoriale. Il canale disponeva di un segnale timeshift che ritrasmetteva la programmazione con un'ora di ritardo, chiamato Cartoonito +1. Il canale è stato lanciato il 1º settembre 2011, in sostituzione di Boomerang e trasmetteva una programmazione dedicata al pubblico prescolare.
Il 14 giugno 2013, Turner Broadcasting System Europe annunciò ufficialmente che i canali Cartoon Network e Cartoonito in Spagna avrebbero cessato le trasmissioni televisive a partire dal 30 giugno dello stesso anno.
Successivamente, il 20 giugno dello stesso anno, sul blog ufficiale di Cartoon Network fu comunicato che le emissioni televisive sarebbero cessate ma che il sito web del canale sarebbe rimasto attivo. Ciò era dovuto al passaggio a un servizio di televisione on demand (VOD), pensato per tablet, smartphone e televisori connessi a Internet, tramite il quale gli utenti potevano continuare a visualizzare le serie e i contenuti del canale,e il motivo per cui venne cancellato cartoonito spagna e che non aveva molti soldi sufficienti per trasmettere cartoonito e cartoon network
Contestualmente, fu spiegato che tali contenuti sarebbero stati resi disponibili anche sulla piattaforma web del canale, e che Turner avrebbe incrementato la propria presenza sul canale Boing, il network tematico per l'infanzia del gruppo audiovisivo Mediaset España, con cui avevano stretto un accordo di collaborazione.
Poco prima delle ore 00:00 del 1° luglio 2013, il canale ha cessato le sue emissioni in Spagna dopo quasi 2 anni dalla sua nascita, trasmettendo come Ultimo programma Bananas in pyjiamas. Il canale, da quel momento, emise un blocco di continuità e i fornitori di televisione e hanno trasmesso nei minuti seguenti un cartello informando ai clienti che l'emittente aveva terminato le trasmissioni nel paese dalla marca spagnola Canal + . Attualmente il marchio Cartoonito è disponibile tramite la piattaforma di video su richiesta Max o nel web

## Palinsesto
- Baby Looney Tunes[2]
- Gli zonzoli[3]
- Bananas in pyjiamas (serie animata 2011)[2]
- Bucea Olly[3]
- Firehouse Tales[4]
- Ja Ja Peludos[5]
- Jelly Jamm[2]
- Le avventure di Chuck & Friends [2]
- Toot & Puddle[6]
- Lazy Town[7]
- I fratelli Koala[6]
- My Little Pony - L'amicizia è magica[2]
- Gli amici Cercafamiglia[8]
- SamSam[9]
- Fragolina Dolcecuore[6]

## Lo sbarco su Max

Logo usato sul servizio di streaming Max (dal 2021)

Similmente a quanto accaduto con Cartoon Network e Boomerang, il servizio di streaming di Warner Bros. Discovery include contenuti di Cartoonito in Spagna. Il 24 giugno 2021, HBO Max ha annunciato una lista di contenuti originali di Cartoonito disponibili dal lancio della piattaforma, tra cui Batwheels, Masha e Orso, Grizzy e i lemming - Pelosi e dispettosi, Caillou e Baby Looney Tunes. Il lancio sulla piattaforma è avvenuto il 26 ottobre 2021.